# Nijkerk
Nijkerk est un village et une commune néerlandaise, en province de Gueldre, comptant environ 40 000 habitants.

## Galerie

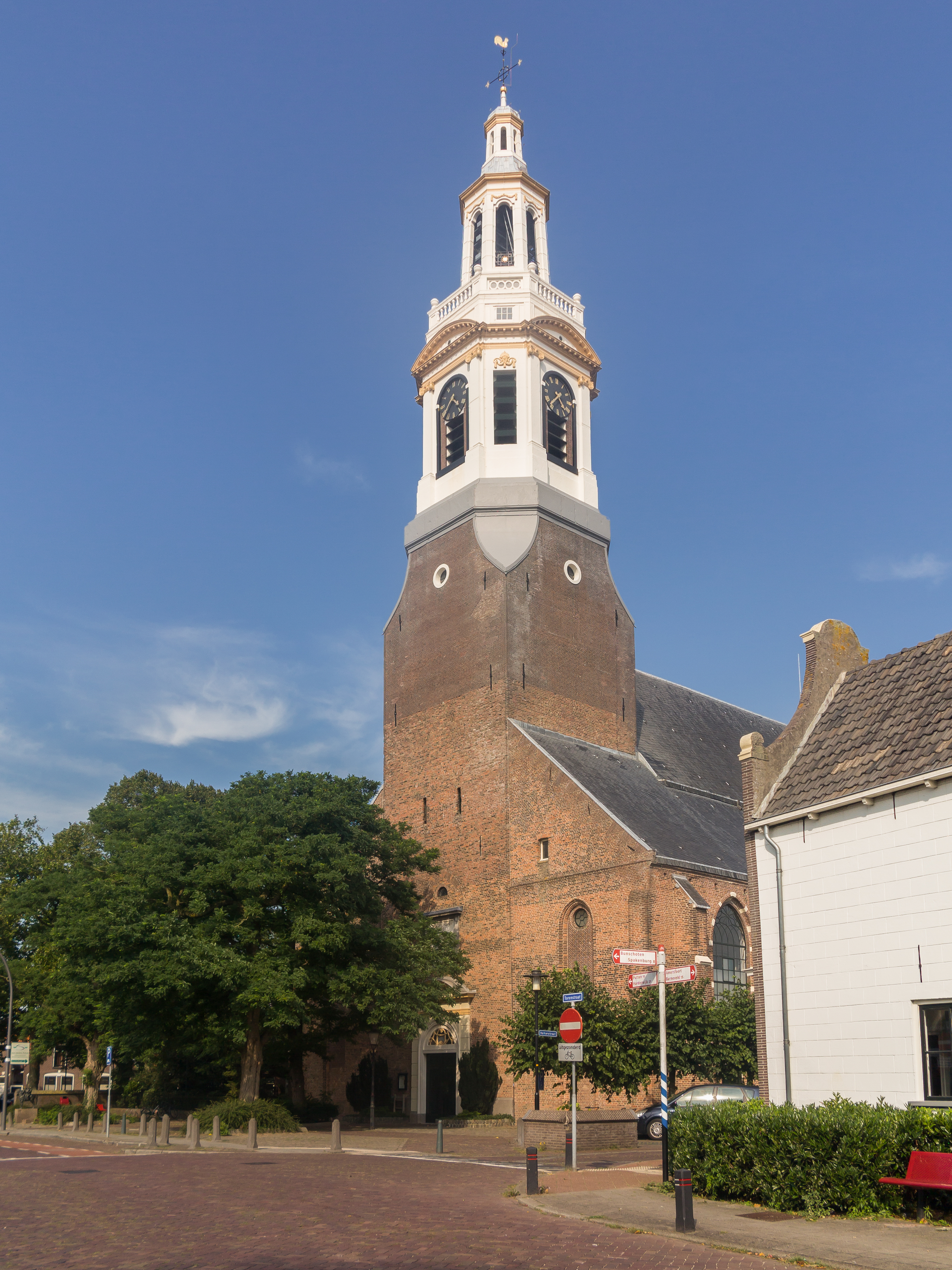
De Grote Kerk.
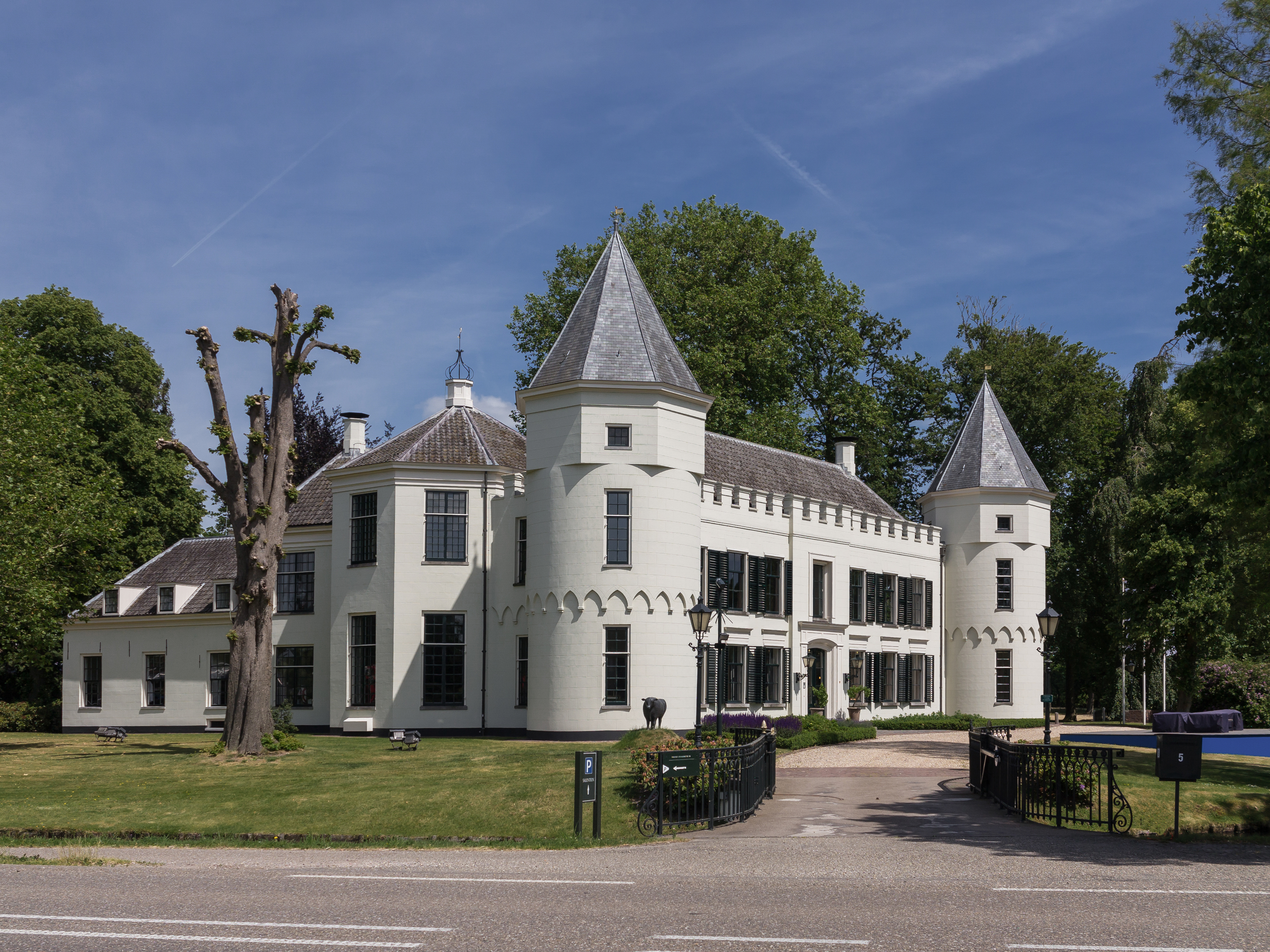
Landgoed de Salentein.
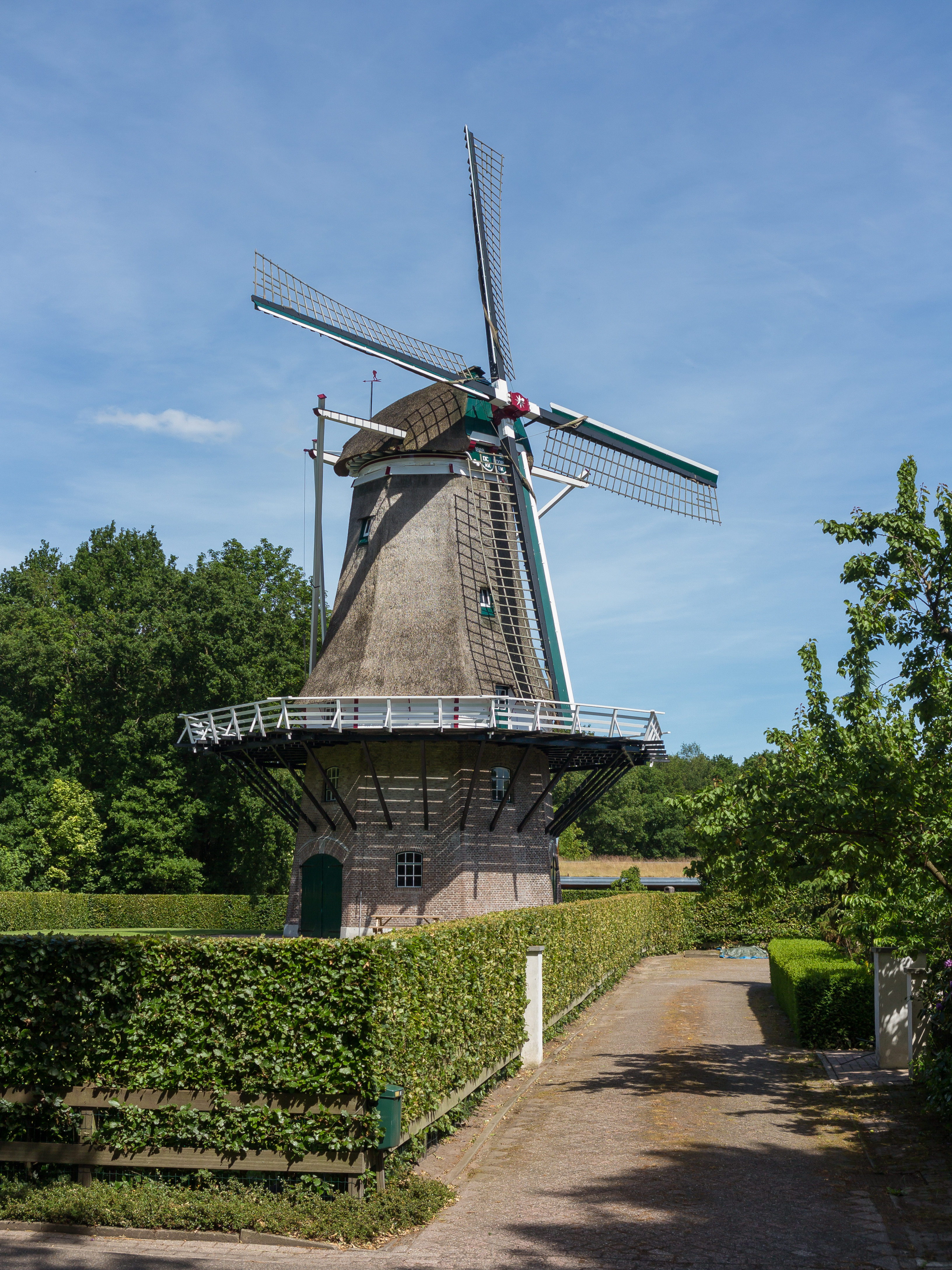
Het Korenmolen de Hoop (Appel (Gueldre)).